# 21e cérémonie des Chlotrudis Awards
La 21e cérémonie des Chlotrudis Awards, décernés par la Chlotrudis Society for Independent Film, a eu lieu le 22 mars 2015 et a récompensé les meilleurs films indépendants de l'année précédente.

## Palmarès

### Meilleur film
- Boyhood
  - Birdman
  - Oh Boy
  - Ida
  - Tel père, tel fils
  - Mommy

### Meilleur réalisateur
- Hirokazu Kore-eda pour Tel père, tel fils
  - Joanna Hogg pour Archipelago (film)
  - Alejandro González Iñárritu pour Birdman
  - Richard Linklater pour Boyhood
  - Jan-Ole Gerster pour Oh Boy
  - Paweł Pawlikowski pour Ida

### Meilleur acteur
- Tom Hardy pour le rôle d'Ivan Locke dans Locke
  - Michael Keaton pour le rôle de Riggan Thomson dans Birdman
  - Jesse Eisenberg pour les rôles de Simon et James dans The Double
  - Masaharu Fukuyama pour le rôle de Ryota Nonomiya dans Tel père, tel fils
  - Adam Bakri pour le rôle-titre dans Omar
  - Miles Teller pour le rôle d'Andrew Neiman dans Whiplash

### Meilleure actrice
- Anne Dorval pour le rôle de Diane « Die » Després dans Mommy
  - Patricia Arquette pour le rôle d'Olivia dans Boyhood
  - Robin Wright pour son propre rôle dans Le Congrès
  - Paulina García pour le rôle de Gloria Cumplido dans Gloria
  - Agata Trzebuchowska pour le rôle-titre dans Ida
  - Tilda Swinton pour le rôle d'Eve dans Only Lovers Left Alive

### Meilleur acteur dans un second rôle
- J.K. Simmons pour le rôle de Terence Fletcher dans Whiplash
  - Edward Norton pour le rôle de Mike dans Birdman
  - Ethan Hawke pour le rôle de Mason Sr dans Boyhood
  - Michael Fassbender pour le rôle-titre dans Frank
  - Tom Hiddleston pour le rôle d'Oakley dans Unrelated

### Meilleure actrice dans un second rôle
- Agata Kulesza pour le rôle de Wanda dans Ida
  - Lydia Leonard (en) pour le rôle de Cynthia dans Archipelago (film)
  - Suzanne Clément pour le rôle de Kyla dans Mommy
  - Imelda Staunton pour le rôle de Hefina Headon (en) dans Pride
  - Tilda Swinton pour le rôle de Mason dans Snowpiercer, le Transperceneige
  - Eva Green pour le rôle d'Eve Connor dans White Bird

### Meilleure distribution
- The Grand Budapest Hotel
  - Archipelago (film)
  - Tel père, tel fils
  - We Are the Best!
  - Will You Still Love Me Tomorrow?

### Meilleur scénario original
- Ida – Paweł Pawlikowski et Rebecca Lenkiewicz
- The Grand Budapest Hotel – Wes Anderson et Hugo Guinness (en)
  - Birdman – Alejandro González Iñárritu, Nicolás Giacobone, Alexander Dinelaris, Armando Bo
  - Dear White People – Justin Simien
  - Locke – Steven Knight

### Meilleur scénario adapté
- We Are the Best! – Lukas Moodysson, basé sur le comic de Coco Moodysson (en)
  - Cold in July – Nick Damici (en) et Jim Mickle, basé sur une nouvelle de Joe R. Lansdale
  - The Congress – Ari Folman, basé sur une nouvelle de Stanislaw Lem
  - Inherent Vice – Paul Thomas Anderson, basé sur une nouvelle de Thomas Pynchon
  - Joe – Gary Hawkins (en), basé sur une nouvelle de Larry Brown
  - A Most Wanted Man – Andrew Bovell (en) et Stephen Cornwell, basé sur une nouvelle de John le Carré

### Meilleure photographie
- Ida – Ryszard Lenczewski et Łukasz Żal
  - Birdman – Emmanuel Lubezki
  - Oh Boy – Philipp Kirsamer (de)
  - A Girl Walks Home Alone at Night – Lyle Vincent
  - The Grand Budapest Hotel – Robert Yeoman
  - Under the Skin – Daniel Landin (en)

### Meilleur montage
- Boyhood – Sandra Adair
  - Birdman – Douglas Crise (en) et Stephen Mirrione
  - Oh Boy – Anja Siemens
  - The Galapagos Affair (en) – Will Weber
  - Locke – Justine Wright
  - Snowpiercer, le Transperceneige – Steve M. Choe et Changiu Kim

### Meilleurs décors
- Only Lovers Left Alive – Marco Bittner Rosser
  - The Double – David Crank
  - The Grand Budapest Hotel – Adam Stockhausen
  - Mr. Turner – Suzie Davies (de)
  - Snowpiercer, le Transperceneige – Ondrej Nakvasil
  - L'Étrange Couleur des larmes de ton corps – Johanna Bourson

### Meilleure musique
- Under the Skin – Mica Levi
  - Oh Boy – Cherilyn MacNeil
  - Frank – Stephen Rennicks
  - God Help the Girl – Stuart Murdoch
  - The Grand Budapest Hotel – Alexandre Desplat
  - Only Lovers Left Alive – Jozef van Wissem
  - We Are the Best! – Rasmus Thord
  - Whiplash – Justin Hurwitz

### Buried Treasure
- Rocks in My Pockets (en)
  - Borgman
  - Ilo Ilo
  - The Strange Little Cat
  - The Way He Looks

### Meilleur film documentaire
- À la recherche de Vivian Maier
  - Jodorowsky's Dune
  - Life Itself (film) (en)
  - Particle Fever (en)
  - Tim's Vermeer (en)
  - To Be Takei (en)

## Statistiques

### Nominations multiples
- 7 : Birdman
- 6 : Ida
- 5 : Boyhood, Oh Boy, The Grand Budapest Hotel
- 4 : Tel père, tel fils
- 3 : Snowpiercer, le Transperceneige

### Récompenses multiples
- 3 / 6 : Ida
- 2 / 5 : Boyhood, The Grand Budapest Hotel